# Phenomenon (álbum de Tony Ferrino)
Phenomenon, álbum lanzado en enero de 1997 por el artista Tony Ferrino, personaje creado por el comediante inglés Steve Coogan. Phenomenon salió al mercado a través de RCA.
Phenomenon está integrado por 13 canciones y en él participa la cantante islandesa Björk en un dueto en la canción “Short term affair”.

## Lista de canciones
1. Other men's wives (2:56)
2. Sunday for me (3:35)
3. Short term affair (3:53)
4. Valley of our souls (3:18)
5. Lap dancing lady (4:05)
6. Silence of the lambs (3:27)
7. Papa Bendi (2:26)
8. What is life? Prelude - Man stallion (6:10)
9. Taxi taxi (2:16)
10. Fishing for girls(3:56)
11. Help yourself (2:51)
12. Man stallion - A fable (5:15)
13. Stuttering Sadie from Stuttgart (2:31)